# Luuk de Jong
Luuk de Jong (Aigle, 27 de Agosto de 1990) é um futebolista neerlandês nascido na Suíça que atua como centroavante. Atualmente, joga no Porto.

## Carreira
Nascido na Suíça (seus pais, ex-atletas profissionais de vôlei, atuavam no país na época de seu nascimento), de Jong iniciou sua carreira no futebol apenas nos Países Baixos, onde chegou aos quatro anos. Seu primeiro clube fora o inexpressivo DZC'68, da cidade de Doetinchem, onde atuou juntamente com seu irmão mais velho, Siem. Tendo boas atuações em campeonatos regionais, no ano de 2001, recebeu - assim como seu irmão - um convite para treinar no De Graafschap.
Após algumas temporadas nas categorias de base do clube, recebeu uma proposta do Ajax, mas acabou rejeitando, ao contrário de seu irmão. Com dezoito anos estreou na equipe principal.[carece de fontes?] Mesmo tendo marcado apenas duas vezes em catorze partidas,[carece de fontes?] recebeu uma proposta para se transferir para o Twente, sendo aceita.[carece de fontes?] Neste, conseguiu em sua primeira temporada terminar como campeão neerlandês, tendo marcado duas vezes em doze partidas. No início da seguinte, se tornou o grande herói do título da Supercopa dos Países Baixos, quando marcou o tento da vitória na partida contra o Ajax. Na partida, também esteve presente seu irmão.

### Borussia Mönchengladbach
Tendo se tornado um dos principais destaques do futebol neerlandês na última temporada, de Jong foi anunciado em 17 de julho de 2012 como nova contratação do Borussia Mönchengladbach, que pagou doze milhões e meio de euros pelo seu passe, mais dois milhões de bônus por desempenho, se tornando a principal contratação da história do clube alemão.

### Newcastle United
Em 29 de janeiro de 2014 foi emprestado ao Newcastle. Estreou em 1 de fevereiro de 2014, na derrota por 3–0, contra o Sunderland. Em maio de 2014, foi anunciado que de Jong estaria retornando para o Borussia Mönchengladbach depois que ele não conseguiu marcar em qualquer um dos seus doze jogos pelo Newcastle.

### PSV Eindhoven
Em 12 de julho de 2014, De Jong assinou um contrato de cinco anos com o PSV Eindhoven por 5,5 milhões de euros, e o seu antigo clube, o Borussia Mönchengladbach terá 20% em uma futura transferência.  Foi o artilheiro do campeonato holandês de 2018/2019 com 28 gols.

### Sevilla
Após ter se destacado pelo PSV, De Jong foi contratado pelo clube espanhol Sevilla em julho de 2019, por cerca de 15 milhões de euros em um contrato de 4 anos.
Teve destaque durante a final da Liga Europa 2019-20 em que marcou dois gols, e ajudou na vitória do time por 3-2 em cima da Internazionale.

### Barcelona
No dia 31 de agosto de 2021, foi anunciado seu empréstimo ao Barcelona de uma temporada, com opção de compra gratuita ao fim dela.

## Seleção Holandesa
Após suas boas apresentações durante sua segunda temporada no Twente, de Jong recebeu sua primeira convocação para a Seleção Neerlandesa, estreando em 9 de fevereiro de 2011, quando entrou no lugar de Dirk Kuyt aos 75 minutos de partida na vitória sobre à Àustria por 3 x 1. No ano seguinte, mantendo as boas atuações no clube, foi um dos 23 convocados pelo treinador Bert van Marwijk para a disputa da UEFA Euro 2012. No torneio, porém, não chegou a entrar em campo e viu, do banco de reservas, sua seleção ser eliminada ainda na primeira fase.

## Estatísticas
Atualizado até 16 de outubro de 2018.

### Seleção Holandesa
Expanda a caixa de informações para conferir todos os jogos deste jogador, pela sua seleção nacional.
Sub-21
|     | Data                   | Local                                         | Resultado | Adversário    | Gol(s) | Competição          |
| --- | ---------------------- | --------------------------------------------- | --------- | ------------- | ------ | ------------------- |
| 1.  | 13 de novembro de 2009 | Koning Willem II Stadion, Tilburgo            | 3–0       | Liechtenstein | 0      | Elim. Europeu 2011  |
| 2.  | 17 de novembro de 2009 | Sparta Stadion Het Kasteel, Roterdão          | 2–1       | Espanha       | 0      | Elim. Europeu 2011  |
| 3.  | 18 de maio de 2010     | Complexo Desportivo Monte da Força, Vila Real | 1–3       | Portugal      | 0      | Amistoso            |
| 4.  | 21 de maio de 2010     | Estádio Municipal da Bela Vista, Lagoa        | 0–0       | Portugal      | 0      | Amistoso            |
| 5.  | 11 de agosto de 2010   | Rheinpark Stadion, Vaduz                      | 3–0       | Liechtenstein | 0      | Elim. Europeu 2011  |
| 6.  | 2 de setembro de 2010  | Estádio El Collao, Alcoi                      | 1–2       | Espanha       | 0      | Elim. Europeu 2011  |
| 7.  | 9 de outubro de 2010   | Sparta Stadion Het Kasteel, Roterdão          | 1–3       | Ucrânia       | 1      | Elim. Europeu 2011  |
| 8.  | 12 de outubro de 2010  | Estádio Dínamo Lobanovsky, Kiev               | 2–0       | Ucrânia       | 0      | Elim. Europeu 2011  |
| 9.  | 15 de agosto de 2012   | Cambuurstadion, Leeuwarden                    | 0–3       | Itália        | 0      | Amistoso            |
| 10. | 11 de outubro de 2012  | National Training Centre, Senec               | 2–0       | Eslováquia    | 0      | Elim. Europeu 2013  |
| 11. | 15 de outubro de 2012  | Sparta Stadion Het Kasteel, Roterdão          | 2–0       | Eslováquia    | 1      | Elim. Europeu 2013  |
| 12. | 5 de fevereiro de 2013 | Stadion Aldo Drosina, Pula                    | 3–2       | Croácia       | 1      | Amistoso            |
| 13. | 21 de março de 2013    | HaMoshava, Petah Tikva                        | 2–1       | Israel        | 1      | Amistoso            |
| 14. | 25 de março de 2013    | Mandemakers Stadion, Waalwijk                 | 4–1       | Noruega       | 0      | Amistoso            |
| 15. | 24 de maio de 2013     | JenS Vesting, Emmen                           | 3–1       | Austrália     | 0      | Amistoso            |
| 16. | 6 de junho de 2013     | HaMoshava, Petah Tikva                        | 3–2       | Alemanha      | 0      | Europeu Sub-21 2013 |
| 17. | 9 de junho de 2013     | Itztadion Teddy, Jerusalém                    | 5–1       | Rússia        | 1      | Europeu Sub-21 2013 |
| 18. | 15 de junho de 2013    | HaMoshava, Petah Tikva                        | 0–1       | Itália        | 0      | Europeu Sub-21 2013 |

Seleção Principal
|     | Data                    | Local                                | Resultado | Adversário       | Gol(s) | Competição               |
| --- | ----------------------- | ------------------------------------ | --------- | ---------------- | ------ | ------------------------ |
| 1.  | 9 de fevereiro de 2011  | Philips Stadion, Eindhoven           | 3–1       | Áustria          | 0      | Amistoso                 |
| 2.  | 8 de junho de 2011      | Estádio Centenário, Montevidéu       | 1–1       | Uruguai          | 0      | Amistoso                 |
| 3.  | 6 de setembro de 2011   | Helsinki Olympic Stadium, Helsinki   | 2–0       | Finlândia        | 1      | Elim. Euro 2012          |
| 4.  | 11 de outubro de 2011   | Råsunda Stadium, Solna               | 2–3       | Suécia           | 0      | Elim. Euro 2012          |
| 5.  | 11 de novembro de 2011  | Amsterdam Arena, Amesterdã           | 0–0       | Suíça            | 0      | Amistoso                 |
| 6.  | 15 de novembro de 2011  | Volksparkstadion, Hamburgo           | 0–3       | Alemanha         | 0      | Amistoso                 |
| 7.  | 29 de fevereiro de 2012 | Estádio de Wembley, Londres          | 3–2       | Inglaterra       | 0      | Amistoso                 |
| 8.  | 5 de junho de 2015      | Amsterdam Arena, Amesterdã           | 3–4       | Estados Unidos   | 0      | Amistoso                 |
| 9.  | 6 de setembro de 2015   | Torku Arena, Cônia                   | 0–3       | Turquia          | 0      | Elim. Euro 2016          |
| 10. | 25 de março de 2016     | Amsterdam Arena, Amesterdã           | 2–3       | França           | 1      | Amistoso                 |
| 11. | 27 de maio de 2016      | Aviva Stadium, Dublim                | 1–1       | Irlanda          | 1      | Amistoso                 |
| 12. | 4 de junho de 2016      | Ernst-Happel-Stadion, Viena          | 2–0       | Áustria          | 0      | Amistoso                 |
| 13. | 25 de março de 2017     | Estádio Nacional Vasil Levski, Sófia | 0–2       | Bulgária         | 0      | Elim. Copa do Mundo 2018 |
| 14. | 14 de novembro de 2017  | Arena Națională, Romênia             | 3–0       | Romênia          | 1      | Amistoso                 |
| 15. | 9 de setembro de 2018   | Stade de France, Saint-Denis         | 1–2       | França           | 0      | Liga das Nações da UEFA  |
| 16. | 16 de outubro de 2018   | Estádio Rei Balduíno, Bruxelas       | 1–1       | Bélgica          | 0      | Amistoso                 |
| 17. | 19 de novembro de 2018  | Veltins-Arena, Gelsenkirchen         | 2–2       | Alemanha         | 0      | Liga das Nações da UEFA  |
| 18. | 24 de março de 2019     | Johan Cruijff Arena, Amesterdã       | 2–3       | Alemanha         | 0      | Elim. Euro 2020          |
| 19. | 9 de junho de 2019      | Estádio do Dragão, Porto             | 0–1       | Portugal         | 0      | Liga das Nações da UEFA  |
| 20. | 9 de setembro de 2019   | A. Le Coq Arena, Tallinn             | 4–0       | Estónia          | 0      | Elim. Euro 2020          |
| 21. | 10 de outubro de 2019   | Estádio De Kuip, Roterdão            | 3–1       | Irlanda do Norte | 1      | Elim. Euro 2020          |
| 22. | 13 de outubro de 2019   | Estádio Dínamo, Minsk                | 2–1       | Bielorrússia     | 0      | Elim. Euro 2020          |
| 23. | 16 de novembro de 2019  | Windsor Park, Belfast                | 0–0       | Irlanda do Norte | 0      | Elim. Euro 2020          |
| 24. | 19 de novembro de 2019  | Johan Cruijff Arena, Amesterdã       | 5–0       | Estónia          | 0      | Elim. Euro 2020          |

## Títulos
Twente
- Campeonato Neerlandês: 2009-10
- Copa dos Países Baixos: 2010-11
- Supercopa dos Países Baixos: 2010, 2011

PSV Eindhoven
- Campeonato Neerlandês: 2014-15, 2015-16, 2017-18, 2023–24, 2024–25
- Copa dos Países Baixos: 2022–23
- Supercopa dos Países Baixos: 2015, 2016, 2022, 2023

Sevilla
- Liga Europa da UEFA: 2019-20

### Prêmios individuais
- Equipe do torneio do Campeonato Europeu Sub-21 de 2013
- Equipe ideal da Eredivisie: 2017–18, 2018–19[14]
- Equipe ideal da Liga Europa da UEFA: 2019–20[15]
- Jogador do mês da Eredivisie: abril de 2023[16]
- Equipe do mês da Eredivisie: abril de 2023[17]

### Artilharias
- Eredivisie de 2018–19 (28 gols)
- Eredivisie de 2023–24 (29 gols)